# Arrêts de la Cour de justice des Communautés européennes (1966)
Pour les articles homonymes, voir Arrêts de la Cour de justice l'Union européenne.
Les arrêts de la Cour de justice de 1966 sont au nombre de vingt-cinq.

## Classement
| Nom des parties | Date de la demande | Date de la décision | N° d'affaire    | Numéro CELEX (lien vers EUR-Lex) | Notes                                                           |
| --- | ------------------ | ------------------- | --------------- | -------------------------------- | --------------------------------------------------------------- |
| Acciaierie e Ferriere Pugliesi SpA contre Haute Autorité de la CECA                                                                                    | 29 janvier 1965    | 8 février 1966      | Aff. 8/65       | 61965CJ0008                      | -                                                               |
| Alfons Lütticke GmbH contre Commission de la CEE | 23 septembre 1965  | 1er mars 1966       | Aff. 48/65      | 61965CJ0048                      | -                                                               |
| Macchiorlati Dalmas & Figli SAS contre Haute Autorité de la CECA                                                                                       | 24 mai 1965        | 22 mars 1966        | Aff. 30/65      | 61965CJ0030                      | -                                                               |
| Ferriere e Acciaierie Napoletane SpA contre Haute Autorité de la CECA                                                                                  | 27 juillet 1965    | 28 avril 1966       | Af. 49/65       | 61965CJ0049                      | -                                                               |
| ILFO - Industria Laminati Ferrosi Odolese SRL contre Haute Autorité de la CECA                                                                         | 28 juillet 1965    | 28 avril 1966       | Aff. 51/65      | 61965CJ0051                      | -                                                               |
| Max Gutmann contre Commission de la CEEA | 30 mars 1965       | 5 mai 1966          | Aff. 18/65      | 61965CJ0018                      | Aff. jointes 18/65 et 35/65                                     |
| Société anonyme des laminoirs, hauts fourneaux, forges, fonderies et usines de la Providence et 13 autres requérantes contre Haute Autorité de la CECA | 22 mai 1963        | 7 juin 1966         | Aff. 29/63      | 61963CJ0029                      | Aff. jointes 29/63, 31/63, 36/63, 39/63 à 47/63, 50/63 et 51/63 |
| Acciaierie e Ferriere di Solbiate SpA contre Haute Autorité de la CECA                                                                                 | 28 juillet 1965    | 16 juin 1965        | Aff. 50/65      | 61965CJ0050                      | -                                                               |
| République fédérale d'Allemagne contre Commission de la CEE                                                                                            | 23 août 1965       | 16 juin 1966        | Aff. 52/65      | 61965CJ0052                      | Aff. jointes 52/65 et 55/65                                     |
| Compagnie des forges de Châtillon, Commentry & Neuves-Maisons contre Haute Autorité de la CECA                                                         | 4 octobre 1965     | 16 juin 1966        | Aff. 54/65      | 61965CJ0054                      | -                                                               |
| Firma Alfons Lütticke GmbH contre Hauptzollamt de Sarrelouis                                                                                           | 26 novembre 1965   | 16 juin 1966        | Aff. 57/65      | 61965CJ0057                      | -                                                               |
| Ferriera Ernesto Preo e Figli contre Haute Autorité de la CECA                                                                                         | 15 janvier 1965    | 30 juin 1966        | Aff. 2/65       | 61965CJ0002                      | -                                                               |
| Société Technique Minière (L.T.M.) contre Maschinenbau Ulm GmbH (M.B.U.)                                                                               | 19 novembre 1965   | 30 juin 1966        | Aff. 56/65      | 61965CJ0056                      | -                                                               |
| Veuve G. Vaassen-Göbbels contre direction du Beambtenfonds voor het Mijnbedrijf                                                                        | 10 décembre 1965   | 30 juin 1966        | Aff. 61/65      | 61965CJ0061                      | -                                                               |
| Alfred Willame contre Commission de la CEEA | 24 février 1966    | 13 juillet 1966     | Aff. 110/63 bis | 61963CJ0110(01)                  | -                                                               |
| Établissements Consten S.à.R.L. et Grundig-Verkaufs-GmbH contre Commission de la Communauté économique européenne                                      | 8 décembre 1964    | 13 juillet 1966     | Aff. 56/64      | 61964CJ0056                      | Aff. jointes 56/64 et 58-64                                     |
| République italienne contre Conseil de la Communauté économique européenne et Commission de la Communauté économique européenne                        | 31 mai 1965        | 13 juillet 1966     | Aff. 32/65      | 61965CJ0032                      | -                                                               |
| J.E. Hagenbeek, veuve W. Labots, contre Raad van Arbeid à Arnhem                                                                                       | 16 février 1966    | 13 juillet 1966     | Aff. 4/66       | 61966CJ0004                      | -                                                               |
| Cesare Alfieri contre Parlement européen | 16 février 1966    | 14 décembre 1966    | Aff. 3/66       | 61966CJ0003                      | -                                                               |
| Jean Moreau contre Commission de la CEEA | 29 avril 1964      | 15 décembre 1966    | Aff. 15/64      | 61964CJ0015                      | Aff. jointes 15/64 et 60/65                                     |
| Fulvio Fonzi contre Commission de la CEEA | 12 mai 1965        | 15 décembre 1966    | Aff. 28/65      | 61965CJ0028                      | -                                                               |
| Fulvio Fonzi contre Commission de la CEEA | 28 mai 1965        | 15 décembre 1966    | Aff. 31/65      | 61965CJ0031                      | -                                                               |
| Hans Dieter Mosthaf contre Commission de la CEEA | 3 juin 1965        | 15 décembre 1966    | Aff. 34/65      | 61965CJ0034                      | -                                                               |
| Heinrich Schreckenberg contre Commission de la CEEA | 13 décembre 1965   | 15 décembre 1966    | Aff. 59/65      | 61965CJ0059                      | -                                                               |
| Manlio Serio contre Commission de la CEEA | 31 décembre 1965   | 15 décembre 1966    | Aff. 62/65      | 61965CJ0062                      | -                                                               |

## Sources

## Compléments